# Mannophryne trujillensis
Mannophryne trujillensis (лат.) — вид бесхвостых земноводных из семейства Aromobatidae.
Этот вид встречается в небольшом количестве в двух местах в Кордильера-де-Мерида в штате Трухильо в Венесуэле. Этому виду требуется постоянный доступ к воде.
Охранные меры по сохранению Mannophryne trujillensis на данный момент отсутствуют.